# 短額琵琶蟹
短額琵琶蟹（学名：Lyreidus brevifrons）为蛙蟹科琵琶蟹屬下的一个种。